# 윤조식물의 과 목록
아래는 현존하는 윤조식물문의 과 목록이다. 아래 목록은 4강, 6목 16과를 포함하고 있다.

## 목록
| 강                 | 목                 | NO. | 과                                        |
| 클레브소르미디움강 | 클레브소르미디움목 | 1   | 엘라카토트릭스과 (Elakatotrichaceae)      |
| 클레브소르미디움강 | 클레브소르미디움목 | 2   | 클레브소르미디움과 (Klebsormidiaceae)     |
| 윤조강             | 차축조목           | 3   | 아클리스토카라과 (Aclistocharaceae)       |
| 윤조강             | 차축조목           | 4   | 아톱포카라과 (Atopocharaceae)             |
| 윤조강             | 차축조목           | 5   | 차축조과 (Characeae)                      |
| 윤조강             | 차축조목           | 6   | 클라바토르과 (Clavatoraceae)              |
| 윤조강             | 차축조목           | 7   | 페이스티엘라과 (Feistiellaceae)           |
| 윤조강             | 차축조목           | 8   | 포로카라과 (Porocharaceae)                |
| 콜레오카이테강     | 카이토파이리디움목 | 9   | 카이토파이리디움과 (Chaetosphaeridiaceae) |
| 콜레오카이테강     | 콜레오카이테목     | 10  | 콜레오카이테과 (Coleochaetaceae)          |
| 접합조강           | 먼지말목           | 11  | 반달말과 (Closteriaceae)                  |
| 접합조강           | 먼지말목           | 12  | 먼지말과 (Desmidiaceae)                   |
| 접합조강           | 먼지말목           | 13  | 막대먼지말과 (Gonatozygaceae)             |
| 접합조강           | 먼지말목           | 14  | 기둥먼지말과 (Peniaceae)                  |
| 접합조강           | 별해캄목           | 15  | 중간띠먼지말과 (Mesotaeniaceae)           |
| 접합조강           | 별해캄목           | 16  | 별해캄과 (Zygnemataceae)                  |

## 같이 보기
- 홍조식물의 과 목록
- 녹조식물의 과 목록
- 우산이끼류의 과 목록
- 선태식물의 과 목록
- 양치식물의 과 목록
- 속씨식물의 과 목록